# Claude François Beaulieu
Pour les articles homonymes, voir Beaulieu.
Claude François Beaulieu, né Claude Benoît Pioche à Riom en 1754 et mort le 23 septembre 1827 à Louveciennes, est un journaliste français.

## Biographie
Après de bonnes études à Riom, ne trouvant pas de place à ses goûts dans sa province, il s'installe en 1782 à Paris, où il collabore à divers périodiques ; il s'occupe particulièrement d'économie politique et de science.

### Sous la Révolution
Au début de la Révolution, Claude François Beaulieu fait paraître, à partir du 23 juin 1789, Les Nouvelles de Versailles. Dans cette feuille, dont il est le principal rédacteur, et qui fait une large place aux débats de l'assemblée, il défend avec talent les principes d'une « monarchie tempérée ». Le journal est ensuite rebaptisé l’Assemblée nationale, suite des Nouvelles de Versailles, puis Nouvelles de Paris (1790). Partisan de la monarchie constitutionnelle, il est l'un des premiers membres du club des Feuillants en 1791.
Rédacteur dans plusieurs journaux, il collabore au Postillon de la guerre, feuille financée par le ministre Delessart qui se distingue par ses charges violentes contre les chefs du mouvement révolutionnaire, puis au Courrier français, feuille de Poncelin de la Roche-Tillat.
Sous la Terreur la liberté de la presse prend fin, il est arrêté pour ses opinions politiques royalistes sur un mandat signé par l'administrateur de police Jean-Baptiste Marino et emprisonné à la Conciergerie le 8 brumaire an II (29 octobre 1793) ; il y reste quatre à cinq mois, avant d'être transféré au Luxembourg, où il passe six mois et peut recevoir des visites de sa femme et de leur nouveau-né. Il laisse un tableau fourni de cette prison dans ses Essais historiques sur les causes et les effets de la révolution de France.
Libéré après le 9-Thermidor, il peut de nouveau exercer son métier de journaliste, collaborant à la Quotidienne et à la Gazette universelle. En 1795, il écrit Mémoire adressé à la Nation pour Marie-Thérèse-Charlotte de Bourbon, fille de Louis XVI qui remporte un certain succès.
Le 11 floréal an IV (1er mai 1796), il fonde le journal royaliste Le Miroir, qui lui vaut d'être proscrit après le coup d'État du 18 fructidor an V (4 septembre 1797). Il échappe à la déportation en se cachant dans les environs de Paris.

### Sous le Consulat et le premier Empire
Sous le Consulat il écrit une des premières histoires relatives à la Révolution française, les Essais historiques sur les causes et les effets de la Révolution de France. En 1803, à l'organisation des préfectures, il devient secrétaire du préfet de l'Oise, le comte de Beldersbuch, qui le nomme aux archives de la préfecture et le charge de la rédaction du journal du département, le Journal de l'Oise, à Beauvais.

### Sous la Restauration
De retour à Paris en 1815, il reçoit le titre de secrétaire-archiviste des collèges britanniques, avec un traitement, et se consacre à des travaux littéraires, retiré à Louveciennes, où il meurt en 1827.

## Œuvres
- Les Souvenirs de l'histoire ou le Diurnal de la Révolution de France, pour l'an de grâce 1797. I, Contenant les six premiers mois de 1793, II, contenant les six derniers mois de 1793, Paris, G. Bridel, Desenne, Maret, Brigitte Mathéi, s.d. [1797], 2 parties en 1 vol. in-12
- Essais historiques sur les causes et les effets de la révolution de France : avec des notes sur quelques événemens et quelques institutions, 1803
- Réflexions sur les réflexions de M. Bergasse sur l'Acte constitutionnel du Sénat, 1814
- Le Temps présent, 1815
- La Révolution française considérée dans ses effets sur la civilisation des peuples, 1820
- grand nombre de notices sur les personnalités de la Révolution publiée dans la Biographie universelle de Louis-Gabriel Michaud[4]
- articles dans le Mémorial religieux